# Свети Киријак, Фавст и Авив
Фавст, Авив, Калодота, Макарије, Андреј, Киријак, Дионисије, Андреј, Андропелагије, Текла, Киријак, Теоктист, Серапавон († око 250) - су ранохришћански мученици и православни светитељи.
Свети Фавст је био презвитер, свети Авив јерођакон, света Калодота жена Кира (била је трудна), свети Макарије државник, свети Андреј фризер, свети Киријак аколит, свети Дионисије чтец, свети Андреј – ратник, света Андропелагија и Текла девице и сестре, свети Киријак мирјанин, свети Теоктист бродовласник, свети Сарапавон члан државног савета. Мученици су пострадали за веру хришћанску у време гоњења под царем Декијем у Александрији. Доведени су код гувернера града Валерија, где су мучени, а потом су им главе одсечене.
Већ у раном средњем веку канонизовани су као свети мученици.
Православна црква их прославља као свете мученике 19(6) септембра.